# Luxman
Luxman K.K. (jap. ラックスマン株式会社, Rakkusuman Kabushiki kaisha, engl. Luxman Corporation) ist ein japanischer Hersteller von HiFi- und High-End-Geräten, zum Beispiel Verstärkern, Plattenspielern, CD-Spielern sowie in früheren Jahren auch Radios und Tape-Decks. Der Claim des Unternehmens lautet Ultimate Fidelity since 1925.

## Geschichte
Das Unternehmen wurde im Juni 1925 von T. Hayakawa und seinem Bruder K. Yoshikawa gegründet. Sie eröffneten eine Abteilung für Radiogeräte und Zubehör im „Kinsuidō-Bilderrahmen-Laden“ (錦水堂額縁店, Kinsuidō gakubuchiten) in Osaka (er verkaufte importierte Bilderrahmen). Später im Jahr 1925 gab es die erste Radiosendung in Japan. Der Import von Radiogeräten war also damals ein neuartiges Geschäftsfeld. Viele Passanten sahen bzw. hörten beim späteren Luxman zum ersten Mal in ihrem Leben ein Radiogerät. Ab 1926 wurde der Markenname Lux verwendet. 1935 erfolgte die Umstrukturierung als Aktiengesellschaft K.K. Kinsuidō (株式会社錦水堂), die 1943 in Kinsui Denki Kōgyō K.K. (錦水電気工業株式会社, „Kinsui-Elektrotechnik AG“) umfirmierte und 1961 nach Lux K.K. (ラックス株式会社). Den heutigen Namen nahm das Unternehmen 2000 an.

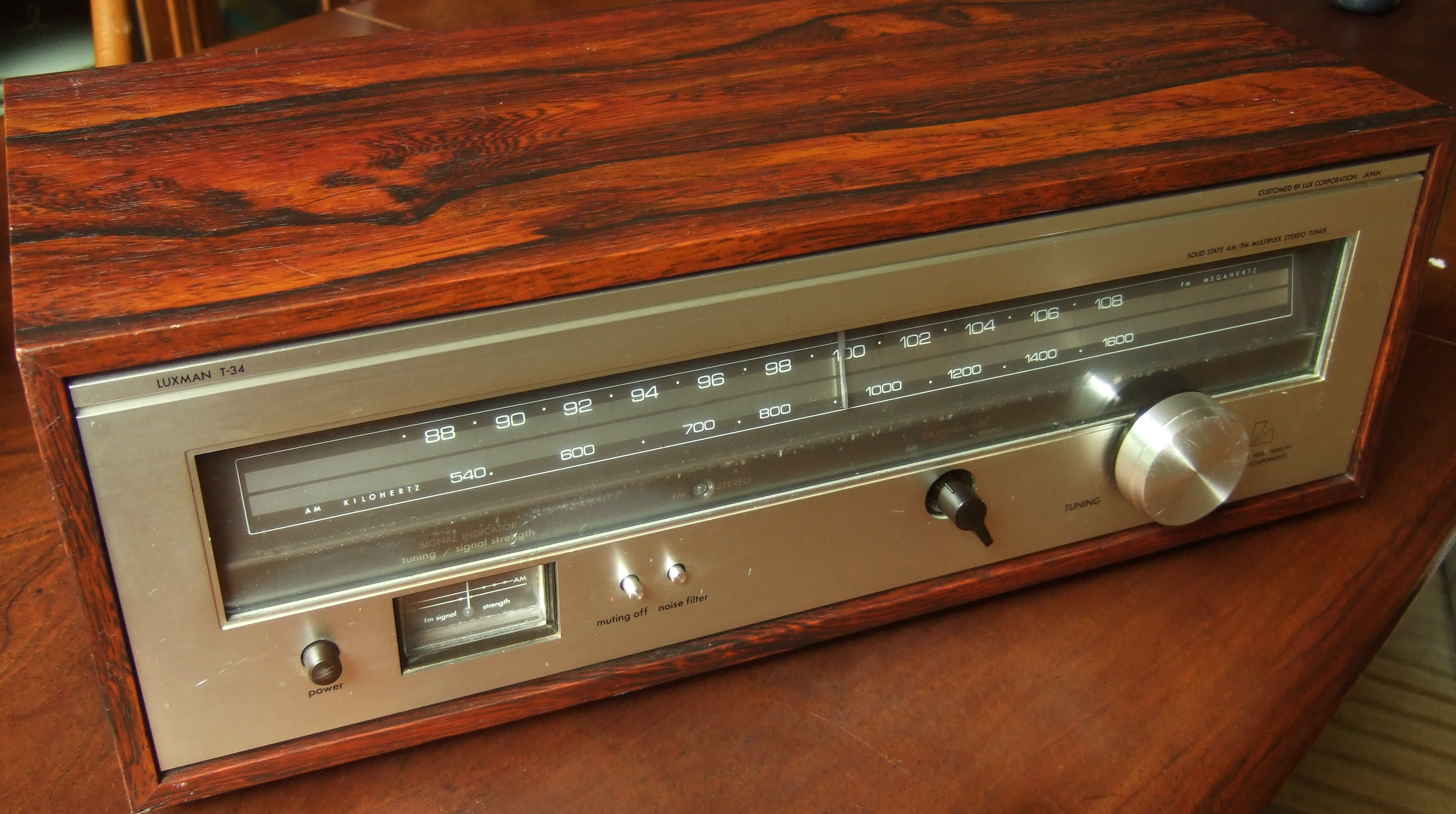
Luxman Tuner T-34 (1978–79)

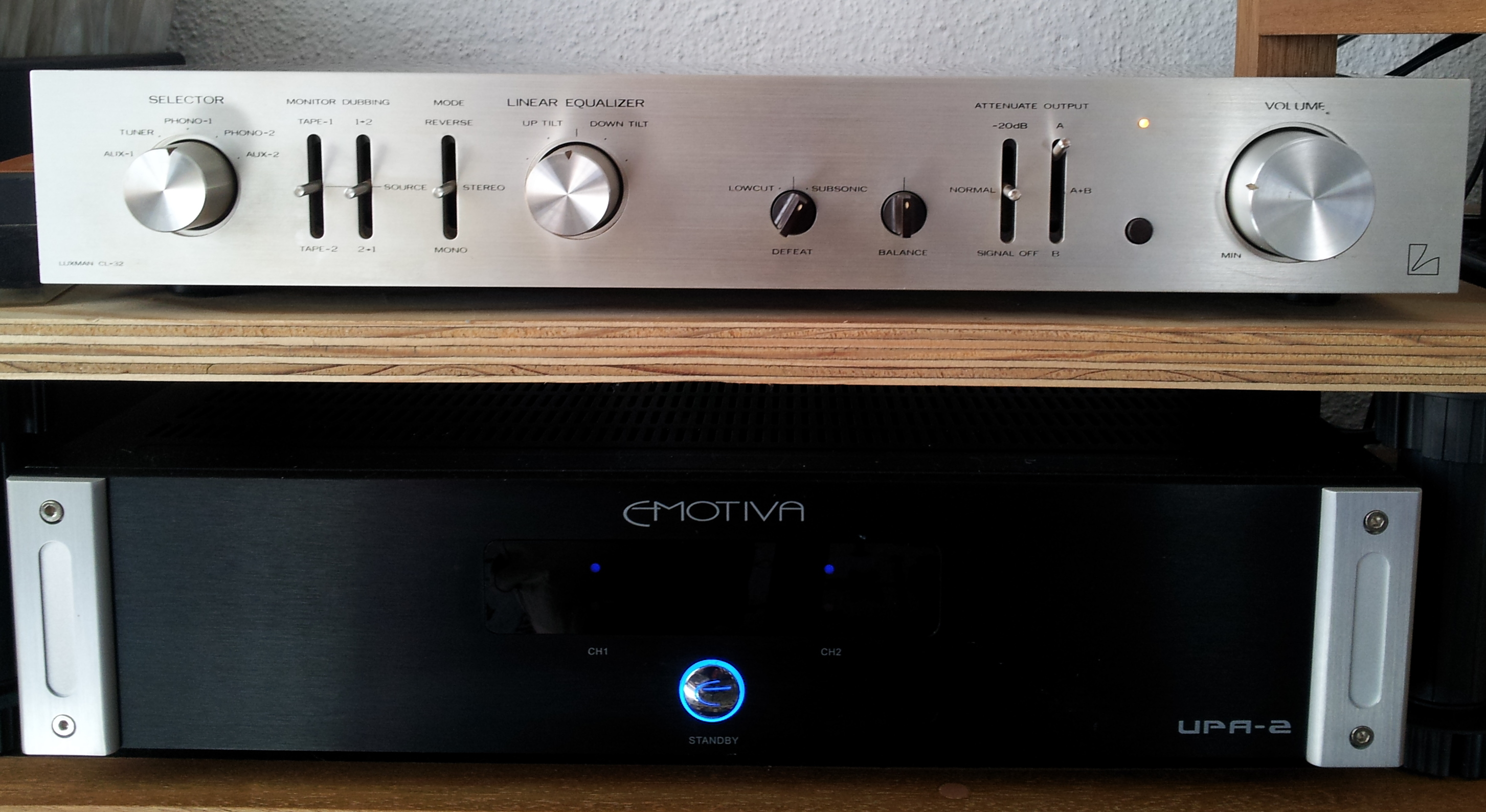
Luxman Röhrenvorverstärker CL-32
(1978–1982; oberes Gerät)

Die Lux Corporation entschloss sich, neben dem Vertrieb von Importware auch selber elektronische Bauteile und Geräte zu bauen. Luxman wurde zum Beispiel bekannt für die Qualität seiner Transformatoren und Schalter und ist heute einer der ältesten Hersteller von elektronischen Bauteilen. 1965 erschien der Röhren-Verstärker SQ-38 in einem Holzgehäuse mit champagnerfarbener Metallfrontplatte, der bis 1995 (als SQ-38S) gebaut wurde.

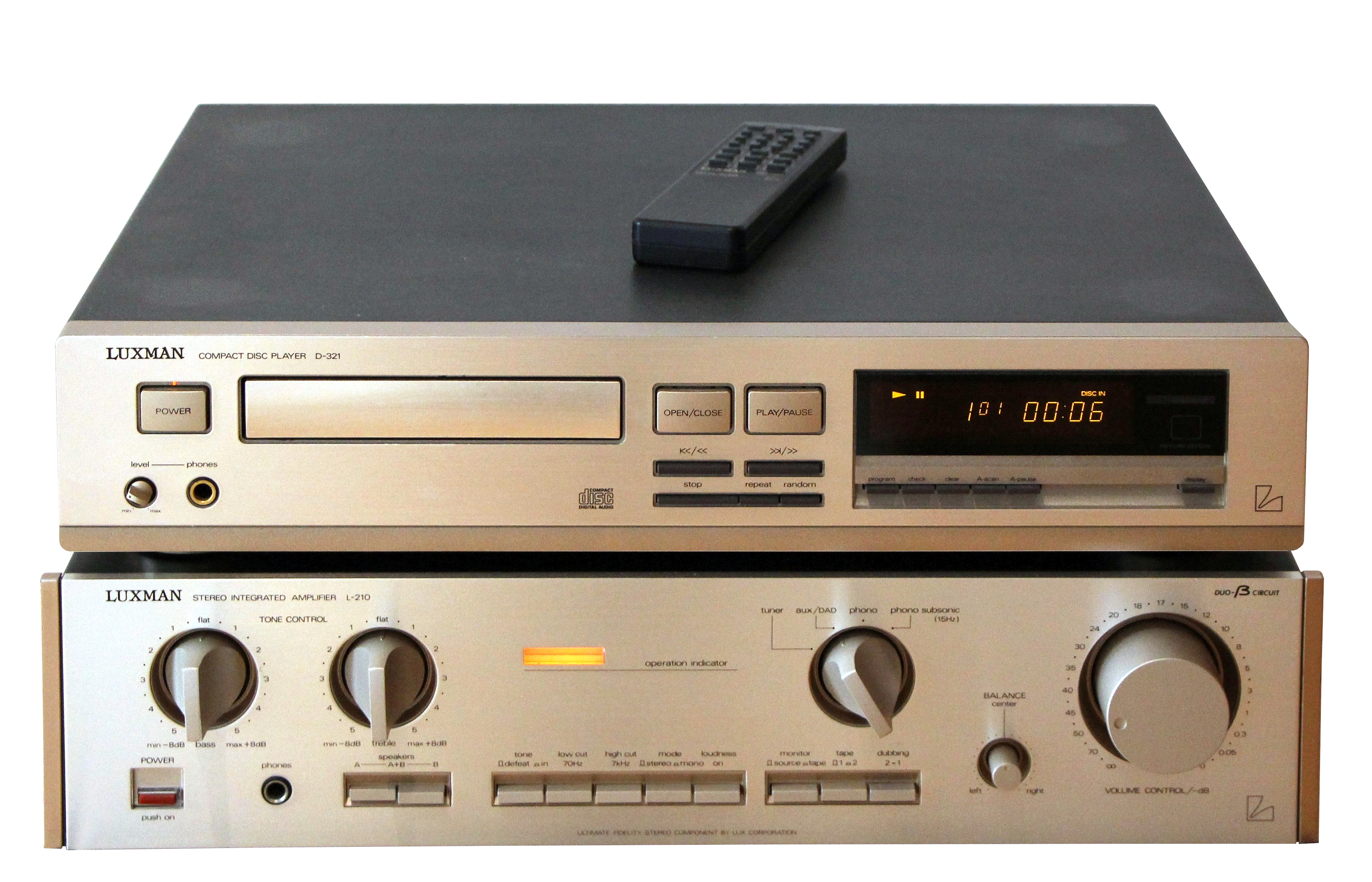
Luxman L-210 und D-321
(1980er und 1990er Jahre)

In der Mitte der 1970er wurden HiFi-Geräte ein stark wachsender Markt. Die japanische Wirtschaft wuchs stark; technische Geräte aus Japan (z. B. Kameras, Autos) wurden Exportschlager. Luxman wurde bei HiFi-Freunden bzw. -Enthusiasten weltweit berühmt für die Klangqualität seiner Geräte, insbesondere für die seiner hochpreisigen Röhren-Verstärker. Vor-Endverstärkerkombinationen (Vorverstärker und Endverstärker jeweils in einem Gehäuse mit eigener Stromversorgung) gewannen zu Lasten der Vollverstärker Marktanteile. Das Design der Geräte wurde als besonders und ästhetisch rezipiert (sie hatten und haben Aluminium-Fronten in einen champagnerfarbenen Farbton, den man als „leichter Goldstich“ bezeichnen könnte). Die Geräte waren besonders solide gebaut; viele Verstärker verwendeten Class-A-Technologie. Luxman produzierte keine eigenen Plattenspieler, sondern ließ diese als OEM-Geräte von Micro Seiki entwickeln und fertigen. 1980 führte Luxman mit dem PD-300 einen innovativen Plattenspieler mit einem Vakuumansaugesystem (Vacuum Suction, Vacuum Disc Stabilizer VDS) ein, das durch Unterdruck die Schallplatte auf den Plattenteller ansog, um deren Oberfläche so plan wie möglich zu machen. 1982 und 1983 kamen die hochwertigen Vorstufen C-02 und C-05 sowie die Endstufen M-02 und M-05 auf den Markt. Gleichzeitig wurde eine relativ preisgünstige Produktfamilie kleiner Vollverstärker auf den Markt gebracht (L-210, L-220, L-230). 
Im Bereich der Kassettenrecorder arbeitete Luxman mit Alpine Electronics zusammen. 
1983 stellte Luxman den CD-Spieler DX-104 vor, der wie bei manchem anderen Anbieter auch noch keine eigene Konstruktion war. Der Vertrieb aller Geräte in Deutschland lag bei all-Akustik.

### 1984 bis nach 2000
1984 kaufte das japanische Elektronikunternehmen Alpine (in dieser Zeit in Europa als Autoradio-Hersteller bekannt) Luxman. Alpine erhoffte sich davon Synergien durch Zusammenlegung von Abteilungen bzw. der Produktion. Kurz nach dem Kauf begann mit Yamaha, die damals ebenfalls einen hohen Marktanteil in vielen Segmenten des HiFi-Marktes hatte, ein Kampf um Marktanteile. Luxman änderte seine Vertriebspolitik: Bis dahin waren Luxman-Produkte in unabhängigen HiFi-Studios (also per Fachhandel) vertrieben worden; nun gab es sie auch in Läden wie Costco (USA) und Richer Sounds (UK). Man führte als neuen Markennamen Alpine/Luxman ein (Co-Branding). So wurde etwa 1990 der Verstärker Luxman LV-104u auch als Alpine/Luxman LV-104u angeboten. Die Geräte wurden nun auch mit schwarzer Gehäusefront angeboten. Das Konzept scheiterte.

Luxman zog sich aus allen ausländischen Märkten zurück und agierte nur noch in Japan, wo seit den 1990er Jahren die Wirtschaft lange stagnierte. 
Im Jahr 2000 schloss Alpine seine letzte Fabrik für 'Home HiFi' (in Hongkong). Alpine verkaufte Luxman in den frühen 2000ern.

### 2006 bis 2010
2006 ließ Luxman mit drei L-50xf-Vollverstärkern mit ausgewählten Bauelementen die 500er-Baureihe, die es auch in den 1980er Jahren gegeben hatte, wieder aufleben. 2008 kam der Phono-Vorverstärker E-200 auf den Markt.
Zum Ende des Jahres 2009 verkaufte Luxmans Präsident Kazuyuki Doi, der das Unternehmen übernommen hatte, die Luxman Corporation an die International Audio Group Ltd. (IAG).
Seitdem vertreibt Luxman seine Produkte neben Japan und Teilen von Asien, wieder in den USA, Großbritannien, Deutschland, Frankreich, Italien, Polen, Rumänien, Dänemark, Schweden, Tschechien und der Slowakei.

## Seit 2010
Im Wesentlichen wurde der 2006 begonnene Weg hochwertiger Geräte weiter gegangen: 2010 kamen drei CD/SACD-Player Luxman D-05, D-06 und D-08, in sehr solider (schwerer) Bauweise, auf den Markt; das Spitzenmodell D-08 für 13.000 Euro.
Von 2011 bis 2016 baute Luxman den riemengetriebenen Plattenspieler PD-171 und stellte  2018 den PD-171A vor. Etwa Ende 2014 kam die sehr aufwändige Vor-Endstufenkombination 900u auf den Markt, 2016 die 700u. 2019 wurde das Plattenspieler-Segment mit dem „günstigeren“ PD-151 für etwa 4500 € ergänzt: Dessen Plattenteller wiegt noch 4,0 kg (auch bei der seit 2022 hergestellten Mk II-Version).
Nachdem es schon von 1988 bis 1993 mit dem DZ-03 einen CD-Spieler mit Röhren gegeben hatte, lebte dies Konzept 2011 in dem CD-Spieler D-38u mit einer Röhre in der Ausgangsstufe wieder auf. 2017 knüpfte Luxman mit dem D-380-CD-Spieler wieder mit einer Röhre in der Ausgangsstufe an den D-38u  an.
2021 erschien der D-10x SACD-Player, 2022 der Phono-Vorverstärker E-250 sowie der überarbeitete Vollverstärker 507Z, letzterer für etwa 9500 €. Mitte des Jahres 2023 löst der PD-191A den Plattenspieler 171A ab.